# Arenas de San Pedro

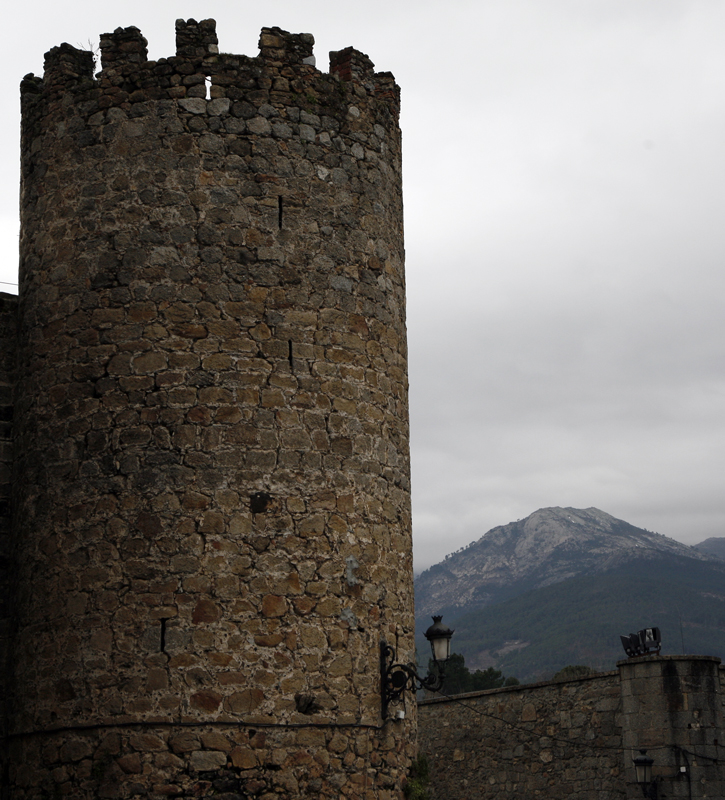
Castillo de Arenas de San Pedro

Arenas de San Pedro là một đô thị ở tỉnh Ávila, Castile và León, Tây Ban Nha. Theo điều tra dân số năm 2006 (INE), đô thị này có dân số 6.682 người. Arenas de San Pedro nằm ở độ cao 510 m trên mực nước biển, cách Madrid 145 km, cách Ávila 70 km cách Talavera de la Reina 45 km. Đô thị này có diện tích 194,85 km², mật độ dân số năm 2007 là 34,79 người/km². Mã số bưu chính là 05400
| 1991  | 1996  | 2001  | 2004  | 2006  |
| ----- | ----- | ----- | ----- | ----- |
| 6.413 | 6.609 | 6.395 | 6.549 | 6.989 |